# In alle staten
In alle staten is een boek geschreven door de voormalig Nederlandse journalist Max Westerman. 
In het boek beschrijft Westerman de belevenissen die hij tijdens zijn meer dan 25 jaar duren loopbaan als journalist voor RTL Nieuws in de Verenigde Staten meemaakte. Allerhande onderwerpen komen aan bod, waaronder 11 september en orkaan Katrina, maar ook geloof en ufo's.